# Tom McArdle
Tom McArdle é um montador americano. Como reconhecimento, foi nomeada ao Oscar 2016 na categoria de Melhor Edição por Spotlight.